# Giovanni Punto

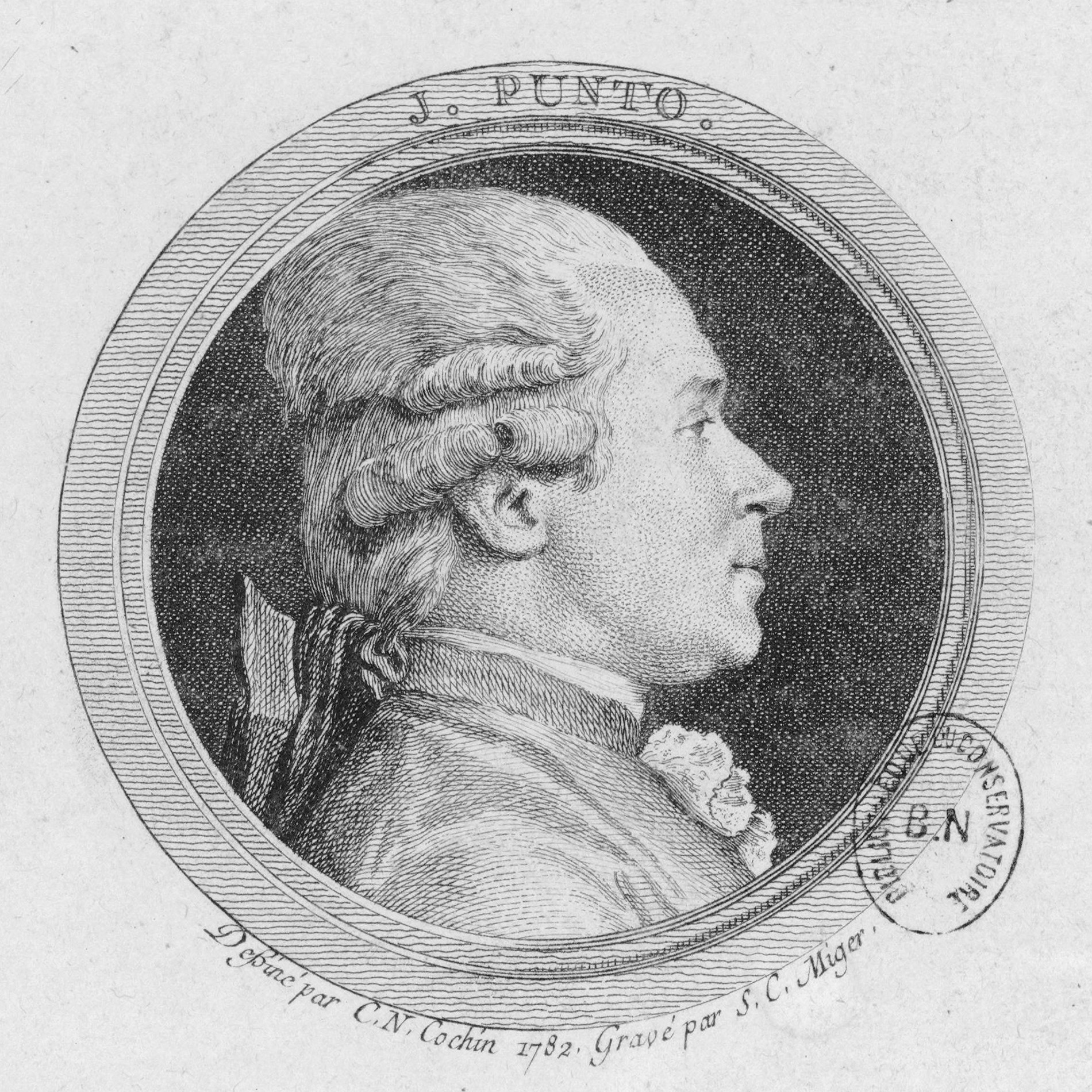
Simon Charles Miger: J. Punto (1782)

Giovanni Punto, eigentlich Johann Wenzel (Jan Václav) Stich (* 28. September 1746 in Žehušice (deutsch Sehuschitz)/Caslav in Böhmen; † 16. Februar 1803 in Prag), war ein böhmischer Hornist, Violinist und Komponist.

## Leben
Den musikalisch begabten Sohn des persönlichen Kutschers der Gräfin Marie Christiane von Thun und Hohenstein, Johann Wenzel Stich, sandte ihr Mann Johann Joseph Graf von Thun und Hohenstein zur Ausbildung auf dem Horn nach Prag (bei Joseph Matiega – auch Matejka) und zum Hornisten des Grafen Mannsfeld Jan Schindelarz (1711–1761) nach Dobris. 1763 sandte der Graf Stich noch zum Schüler von Schindelarz, dem aus Dobris gebürtigen Karel Houdek nach Dresden. Bei Houdek und dessen Mitspieler, dem Hornisten Anton Joseph Hampel, erlernte er die von diesem entwickelte Stopftechnik, die er später perfektionierte. 1764 kehrte er in die Hofkapelle des Grafen Thun zurück, spielte jedoch nicht nur Horn, sondern musste auch in Livree Dienst als Diener tun. Im Jahre 1768 floh Stich mit drei weiteren Bläsern aus der Leibeigenschaft des Grafen, wohl zuerst nach Augsburg. Graf Thun ließ Stich mit Steckbrief suchen, „in dem jedermann aufgefordert wurde, die Flüchtigen aufzugreifen oder, wenn man ihrer nicht habhaft werden könne, wenigstens ihrem Anführer die vorderen Zähne einzuschlagen“. Seine Späher entdeckten Stich in Augsburg unter dem Namen „Bomba“. Als Stich merkte, dass er entdeckt war, floh er erneut. Ab 1769 trat er unter dem Künstlernamen Giovanni Punto auf, dies war sowohl seiner Tarnung förderlich als auch dem allgemeinen Trend unter Künstlern dieser Zeit, seinen Namen zu italienisieren.
Nachdem er zunächst ab 1768 bei Josef Friedrich Wilhelm von Hohenzollern-Hechingen angestellt gewesen war, wechselte er 1769 in den Dienst von Emmerich Joseph von Breidbach zu Bürresheim des Kurfürsten von Mainz. Dort blieb er bis 1774 und war in den Jahren bis 1780 beim Fürstbischof von Würzburg Adam Friedrich von Seinsheim tätig. 1777 wurde er nach England eingeladen, um den Hornisten des Privatorchesters von König George III. Unterricht in den neuen Horntechniken, vor allem des Stopfens, zu erteilen. Einer der Begleiter auf seinen Konzertreisen war der Komponist Jan Ladislav Dussek.
1781 ging Punto nach Paris, wo er für den Grafen Artois (den späteren König Karl X.) arbeitete. Punto, der nebenbei auch ein berühmter Violinist war, leitete von 1795 bis 1797 das Orchester des Théâtre des Variétés-Amusantes in Paris.
Neben seinen festen Anstellungen kam Punto bei Tourneen in zahlreiche europäische Länder, durch die er zu einem berühmten Hornvirtuosen seiner Zeit wurde. So begegnete er unter anderem Wolfgang Amadeus Mozart und gab 1800 in Wien und Ofen Konzerte mit dem jungen Ludwig van Beethoven, der für ihn die Horn-Sonate op. 17 komponierte und mit ihm aufführte.
Im Gedenken an Giovanni Punto vergibt die Internationale Horngesellschaft seit 1985 jährlich den „IHS Punto Award“, einen der renommierten internationalen Hornpreise. In seinem Geburtsort Žehušice findet jedes Jahr zu seinem Gedenken ein Hornfestival statt.

## Werke
Von Puntos Kompositionen sind bekannt:
- 14 gedruckte Hornkonzerte
- ein Klarinettenkonzert
- 3 Quintette für Flöte, Horn, Violine, Viola und Basso (wobei Nr. 2 eine Bearbeitung eines Werkes von Antonio Rosettis ist und Nr. 3 eine von Fiorillo)
- 24 Quartette für Horn, Violine, Viola und Basso
- 3 Quartette für Flöte, Violine, Viola und Basso
- über 50 Horntrios
- mehrere Trios für Flöte und Streicher (manche alternativ für 2 Violinen und Bass)
- Duos für 2 Flöten
- Duos für 2 Violinen
- und über 100 Hornduos

Zudem überarbeitete er die Hornschule Hampels und schrieb eine Sammlung mit täglichen Übungen.